# محمد الصادقي الطهراني
آية الله العظمى الشيخ محمد الصادقي الطهراني (1926-2011م)، مرجع دين شيعي إيراني من مدينة طهران. ولد الشيخ محمد الصادقي الطهراني في طهران في 1 فروردین لعام 1305. بدأ بالدراسة في الحوزة العلمية في سن مبكرة جداً، كان تقريباً في الرابعة عشر، وعندما وصل إلى سن العشرين بدأ بحضور دروس الخارج. وعرف عن الطهراني كأحد الفقهاء المتميزين في مجال الدراسات القرآنية، وأحد أساتذة دروس البحث الخارج في الحوزة العلمية بمدينة قم المقدسة.

## أساتذته
وهم كثر، نذكر منهم ما يلي:

•الإمام السيد روح الله الخميني.

•المرجع السيد أبو القاسم الخوئي.

•المرجع السيد حسين البروجردي.

•العلامة المفسر السيد محمد حسين الطباطبائي.

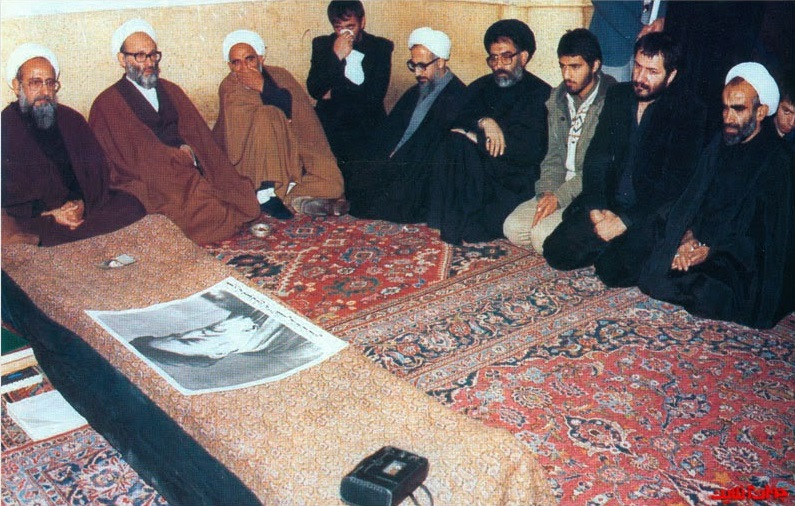
صورة للشيخ الطهراني (أقصى اليسار) مع عدد من مراجع الشيعة المعاصرين في عزاء العلامة السيد محمد حسين الطباطبائي.

## نشاطاته ومؤلفاته
تتلمذ الشيخ الطهراني عند كبار مراجع الشيعة في النجف، واشتهر عنه حصوله على إجازة للاجتهاد من السيد أبو القاسم الخوئي.
حصل الطهراني على شهادة الدكتوراه في العلوم الإسلامية، وأربع شهادات ماجستير بعلوم أخرى أحدها القانون.
عمل في بلده على مواجهة نظام الشاه الملكي، فاضطر للسفر إلى المملكة العربية السعودية عام 1961م.
بعد ذلك، سافر إلى مدينة النجف، حيث أمضى فيها عشر سنوات يدرّس العلوم القرآنية، ومن بعدها مكث خمس سنوات في لبنان، عاد بعدها إلى المملكة العربية السعودية، وكان طوال وقته هذا منكباً على أبحاثه القرآنية التخصصية.

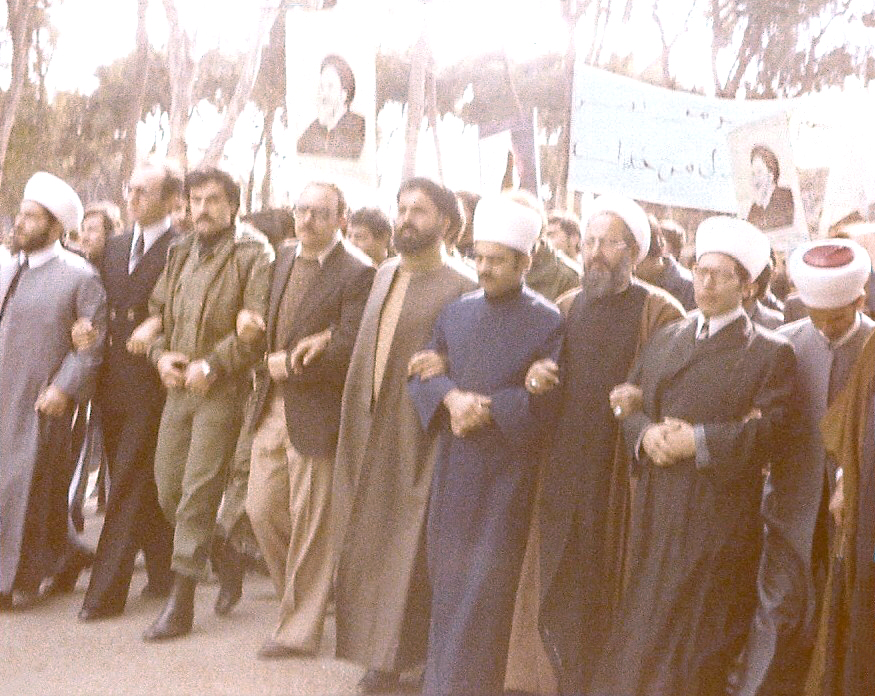
صورة للشيخ الطهراني يتوسط علماء سنّة خلال مظاهرة أيام الثورة الإسلامية الإيرانية.

ومرة أخرى، وبسبب خطاباته السياسية أعيد نفي الطهراني إلى بيروت، ولم يتركها إلا بعد انتصار الثورة الإسلامية في إيران، فعاد ليشارك الإمام الخميني في عمله التحضيري للدولة، كما كان أحد وكلائه، وهذا نص الوكالة:
باسمه تعالى

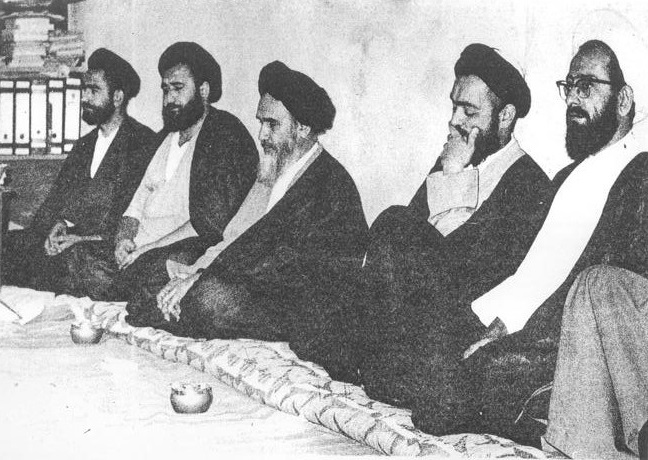
صورة للشيخ الطهراني (أقصى اليمين) مع الإمام الخميني وابنه.

الحمد لله رب العالمين، والصلوة والسلام على محمد وآله الطاهرين، ولعنة الله على أعدائهم أجمعين.
وبعد، فإن حضرة المستطاب عماد العلماء الأعلام حجة الإسلام السيد الحاج الشيخ محمد صادقي طهراني -دامت افاضاته- مجاز في التصدي للأمور الحسبية والشرعية والمنوطة باذن حاكم الشرع، فله التصدي لما ذكر مع مراعاة الاحتياط. كما أنه مجاز في استلام سهم الإمام المبارك  وإنفاق نصفه في المواضع الشرعية المقررة بما فيها معاشه مع الاقتصاد، وإرسال النصف الآخر لإنفاقه على الحوزة العلمية المهمة.
وأوصيه -أيده الله تعالى- بالتقوى والسداد وأرجو منه الدعاء والنصيحة.
بتاريخ 23 شهر ربيع الأول 1391 النجف
روح الله الموسوي الخميني
له العديد من المؤلفات، منها:
بالعربية

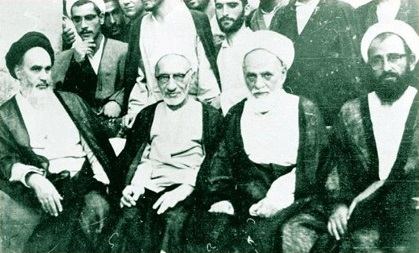
صورة للشيخ الطهراني (أقصى اليمين) مع عدد من العلماء والإمام الخميني.

- الفرقان في تفسیر القرآن بالقرآن والسنة (30 مجلد)
- التفسیر الموضوعي بین الکتاب والسنة (22 مجلد)
- الفقه المقارن بین الکتاب والسنة (8 مجلدات)
- عقائدنا
- المقارنات
- رسول الإسلام في الکتب السماویة
- حوار بین الإلهیین والمادیین
- علي والحاکمون
- علی شاطیء الجمعة
- فتیاتنا
- أین الکراسة
- مقارنات فقهیة
- تاریخ الفکر والحضارة
- لماذا نصلي ومتی نقصر من الصلاة؟
- لماذا انتصرت إسرائیل ومتی تنهزم؟
- حوار بین أهل الجنة والنار
- المناظرات
- المسافرون
- تبصرة الفقهاء بین الکتاب والسنة
- تبصرة الوسیلة بین الکتاب والسنة
- أصول الاستنباط بین الکتاب والسنة
- غوص في البحار
- الفقهاء بین الکتاب والسنة
- شذرات الوسائل والوافي المخطوط
- البلاغ في تفسیر القرآن بالقرآن

بالفارسية
- بشارات عهدین (در آنچه پیمبران الهی راجع به پیامبر اسلام گفته اند)
- ستارگان از دیدگاه قرآن
- اسرار، مناسک وادله حج
- انقلاب اسلامی 1920 عراق
- آفریدگار وآفریده
- حکومت قرآن
- دعاهای قرآنی
- حکومت مهدی
- آیات رحمانی (در پاسخ به کتاب آیات شیطانی)
- گفتگویی در مسجدالنبی
- مسیح از نظر قرآن وانجیل
- خاتم پیامبران
- سپاه نگهبانان اسلام
- مفت خواران از دیدگاه کتاب وسنت
- قرآن ونظام آموزشی حوزه
- قضاوت از دیدگاه کتاب و سنت
- پرسش وپاسخهای احکام قضایی بر مبنای قرآن
- حکومت صالحان یا ولایت فقیهان
- ماتریالیسم ومتافیزیک
- مفسدین فی الأرض
- نماز جمعه
- پیروزی اسرائیل چرا وشکست آن کی؟
- برخورد دو جهان بینی
- حقوق بانوان از دیدگاه کتاب وسنت
- رساله توضیح المسائل نوین
- فقه گویا
- مسافران (نگرشی جدید بر نماز وروزه مسافر)
- تاریخ اندیشه وتمدن
- علی وزمامداران
- ترجمان وحی (ترجمه فارسی قرآن کریم)
- ترجمان فرقان (تفسیر مختصر قرآن کریم فارسی 5 جلدی)
- نقدی بر دین پژوهی فلسفه معاصر
- گناهان کبیره وصغیره از دیدگاه کتاب وسنت
- اجتهاد وتقلید از دیدگاه کتاب وسنت
- خوردنیها وآشامیدنیها از دیدگاه کتاب وسنت
- وصیت وارث از دیدگاه کتاب وسنت
- روزه (خودساری) از دیدگاه کتاب وسنت
- ازدواج وزناشویی از دیدگاه کتاب وسنت
- طلاق از دیدگاه کتاب و سنت
- طهارت (وضو-غسل-تیمم) از دیدگاه کتاب وسنت
- طهارت (پاک و نجس) از دیدگاه کتاب وسنت
- مالیاتهای اسلامی از دیدگاه کتاب وسنت
- اقتصاد وتجارت از دیدگاه کتاب وسنت

وكان للدكتور الصادقي آراء فقهية أثارت جدلاً واسعاً على الساحة الدينية، منها جواز ترك الرجوع إلى مجتهد معين في التقليد واتباع أحسن الأقوال من أقوال المراجع، كما كان يرى طهارة الخمر وطهارة الإنسان مطلقاً، ووجوب صلاة الجماعة فضلاً عن الجمعة والعيدين، وكان يقول بوجوب غسل الجمعة وحلية أكل الأرنب، وجواز السجود على السجاد، كما كان يرى ثبوت الهلال بالرؤية المسلحة بالتلسكوب.

## وفاته
تُوفي الفقيه القرآني الشيخ الطهراني في 21 آذار 2011م عن عمر 85 عاماً، ودفن في مدينة قم المقدسة.